# Rue des Ursulines (Tourcoing)
Pour les articles homonymes, voir Rue des Ursulines.
La rue des Ursulines est une voie de la commune française de Tourcoing dans le Nord. 

## Situation et accès
Elle relie la rue de la Blanche-Porte à la rue de Lille, et croise la Rue Jules-Watteeuw.

## Origine du nom
Son nom vient du couvent bâti par les Ursulines entre 1755 et 1757. La chapelle a été construite en 1760.

## Historique
La rue est mentionnée sur un acte de vente daté de 1706 en tant que « piedsente menant du cimetière au Flocon ».
Sous la révolution, la rue a été débaptisée et a pris le nom de « rue des Sans-Culottes ». La chapelle, laissée à l'abandon, a été détruite en 1820.